# Que ne suis-je la fougère
Les Tendres Souhaits (ou Les Souhaits) est un poème de Charles-Henri Ribouté (1708-1740), mis en musique par Antoine Albanèse au cours de la seconde moitié du XVIIIe siècle (mais parfois attribué à Pergolèse), qui est souvent nommé par son 1er vers : « Que ne suis-je la fougère », parfois avec le point d'interrogation que l'on trouve à la fin de la phrase entière (« Que ne suis-je la fougère ? »).
L'air qui lui est associé a connu depuis la fin du XVIIIe siècle un très grand succès dans de nombreuses langues (arabe :  وا حبيبي Wa Habibi, occitan : Adieu paure Carnaval, grec : Μάνα μου μάνα Mana mou mana, catalan: La dama de Mallorca...)[réf. nécessaire].
L'indicatif musical de Bonne nuit les petits interprété au pipeau par Antoine Berge est tiré de cette œuvre.

## Paroles
Que ne suis-je la fougère,

Où, sur la fin d'un beau jour,

Se repose ma bergère,

Sous la garde de l'amour ?

Que ne suis-je le zéphyre

Qui rafraîchit ses appas,

L'air que sa bouche respire,

La fleur qui naît sous ses pas ?

Que ne suis-je l'onde pure

Qui la reçoit en son sein ?

Que ne suis-je la parure

Qui la couvre après le bain ?

Que ne suis-je cette glace,

Où son minois répété,

Offre à nos yeux une grâce

Qui sourit à la beauté ?

Que ne puis-je par un songe,

Tenir son cœur enchanté ?

Que ne puis-je du mensonge

Passer à la vérité ?

Les dieux qui m'ont donné l'être,

M'ont fait trop ambitieux.

Car enfin je voudrais être,

Tout ce qui plaît à ses yeux !

## Analyse musicale
L'air d'Antoine Albanèse est en sol mineur. Elle contient quatre phrases musicales (plus une introduction pour l'accompagnement), avec les phrases 1, 2 et 4 qui font entendre la même mélodie et une troisième phrase qui présente une mélodie contrastante. Ces quatre phrases musicales correspondent à une strophe du poème, ce qui veut dire que la musique doit être rejouée trois fois en entier pour qu'on entende l'ensemble du poème.

## Réutilisations
Plusieurs compositeurs se sont servis de cette mélodie populaire pour concevoir de nouvelles compositions :
- Air varié 'Que ne suis-je la fougère' pour orgue, de Isaac-François Lefébure-Wely[1]
- Introduction et variations sur Que ne suis-je la fougère!, Op.26, pour guitare, de Fernando Sor[2]
- Fantaisie sur l’air Que ne suis-je la Fougère !, Op.6 d'Aristide Farrenc[3]